# 44 (liczba)
44 (czterdzieści cztery) – liczba naturalna następująca po 43 i poprzedzająca 45.

## 44 w nauce
- liczba atomowa rutenu
- obiekt na niebie Messier 44
- gwiazda podwójna NGC 44
- planetoida (44) Nysa

## 44 w kalendarzu
44. dniem w roku jest 13 lutego. Zobacz też co wydarzyło się w 44 roku n.e.

## 44 w kulturze
- Liczba 44 pojawia się w III części Dziadów, dramatu romantycznego Adama Mickiewicza. W scenie 5, zwanej „Widzeniem księdza Piotra”, wymieniona jest dwukrotnie.

Pierwszy fragment:
Patrz! – ha! – to dziecię uszło – rośnie – to obrońca!
Wskrzesiciel narodu,
Z matki obcej; krew jego dawne bohatery,
A imię jego będzie czterdzieści i cztery.
Fragment drugi:
Nad ludy i nad króle podniesiony;
Na trzech stoi koronach, a sam bez korony;
A życie jego – trud trudów,
A tytuł jego – lud ludów;
Z matki obcej, krew jego dawne bohatery,
A imię jego czterdzieści i cztery.
Nie wiadomo co lub kogo miał na myśli Mickiewicz. Literaturoznawcy i czytelnicy od dziesięcioleci próbowali rozwiązać zagadkę liczby 44 w Dziadach. Poświęcono jej niezliczoną liczbę artykułów i interpretacji.
Warto zauważyć, że w tytule utworu Księgi narodu polskiego i pielgrzymstwa polskiego mamy – nomen omen – 44 litery.
- Podczas osłuchiwania drżenia głosowego pacjent zazwyczaj wymawia głośno czterdzieści cztery.